# Illinois Institute of Technology
Illinois Institute of Technology, vaak afgekort tot Illinois Tech of IIT, is een Amerikaanse particuliere universiteit, gevestigd in Chicago. De universiteit biedt opleidingen in techniek, wetenschap, psychologie, architectuur, bedrijfsleven, informatica, rechten en industriële vormgeving. Het maakt deel uit van de Association of Independent Technological Universities.
IIT heeft de bevoegdheid om een Doctor of Philosophy toe te kennen.

## Geschiedenis
IIT ontstond in 1940 door een fusie van het Armour Institute of Technology (uit 1890) en het Lewis Institute  (uit 1895).

### Armour Institute of Technology

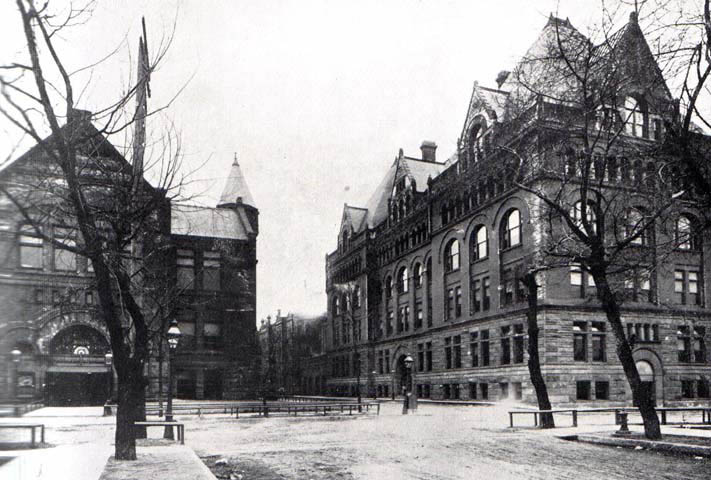
Hoofdgebouw van het Armour Tech, circa 1914

Het Armour Institute of Technology werd opgericht in 1890 middels een financiering van 1 miljoen dollar geschonken door Philip Danforth Armour, Sr. Armour speelde hiermee in op een uitspraak van dominee Frank W. Gunsaulus die beweerde dat als hij een miljoen dollar had, hij Chicago een school zou geven die toegankelijk zou zijn voor alle studenten in plaats van alleen de elite. Het Armour Institute opende op 14 september 1890 zijn deuren. Gunasulus was zelf de eerste rector van de school, tot aan zijn dood in 1921.

### Lewis Institute

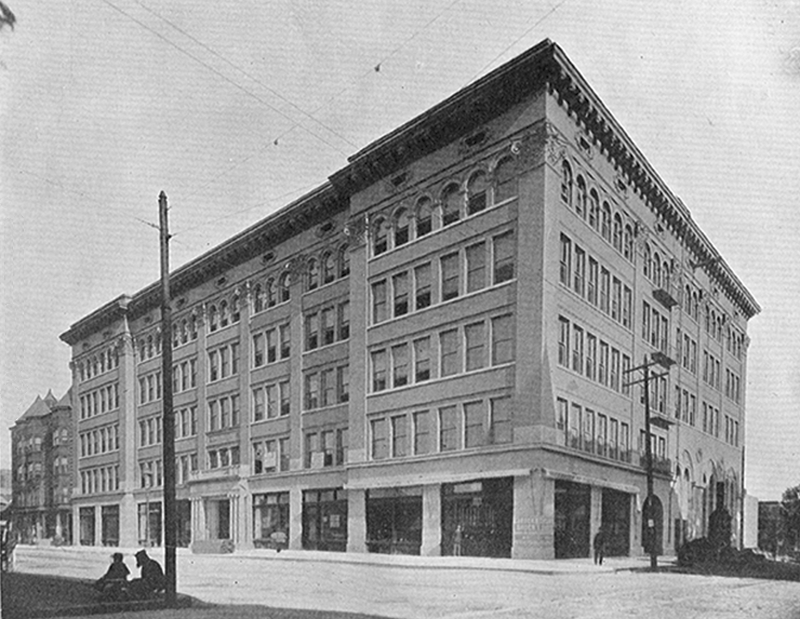
Lewis Institute circa 1903

Het Lewis Institute werd in 1895 opgericht in het landhuis van Allen Cleveland Lewis, die het huis speciaal hiervoor beschikbaar had gesteld in zijn testament. Lewis was een van de vele investeerders die na de Grote brand van Chicago naar Chicago trokken om de stad te helpen herbouwen.
Het Lewis Institute was de eerste onderwijsinstelling in Chicago die volwassenenonderwijs bood. De eerste rector, George Noble Carman , hielp met de oprichting van de North Central Association of Colleges and Schools, het eerste instituut voor onderwijsaccreditatie.

### Fusie
De Grote Depressie van begin 20e eeuw maakten dat het Armour Institute en Lewis Institute beide in de schulden belandden. Eind jaren 30 werd de raad van bestuur van Armour sterk uitgebreid met zakenpartners en industriëlen uit Chicago in de hoop meer financiering binnen te krijgen. Uiteindelijk was het Alex Bailey, rector van Lewis, die met het voorstel van de fusie kwam. Rector Henry Townley Heald en de raad van bestuur stemden in met de fusie, maar bij Lewis was er verzet daar men vond dat dit inging tegen de wil van Allen Lewis. Het geschil kwam zelfs tot een rechtszaak waarin het testament van Lewis werd ontbonden. In 1939 werd besloten de fusie definitief door te zetten. Armour's campus werd gekozen als permanente locatie van de nieuwe school, en de campus van Lewis werd opgekocht door het stadbestuur om plaats te maken voor United Center. In juli 1940 was de fusie voltooid.
In de jaren na de fusie bleef het nieuwe IIT zich uitbreiden. Het was een van de eerste Amerikaanse universiteiten die een Navy V-12 program organiseerde tijdens de Tweede Wereldoorlog. Door de groei in studenten moest de campus al snel uitbreiden tot buiten de originele 2.83 hectare van het voormalige Armour Institute.
Nog drie andere colleges fuseerden met het IIT: Institute of Design in 1949, Chicago-Kent College of Law in 1969, en Midwest College of Engineering in 1986. IIT's Stuart School of Business werd opgericht na een donatie van Harold Leonard Stuart in 1969.

## Achtergrond
Het Illinois Institute of Technology is tegenwoordig onderverdeeld in vier colleges (Armour College of Engineering, College of Science and Letters, College of Architecture, Chicago-Kent College of Law), twee instituten (Institute of Design, Institute of Psychology), twee scholen (School of Applied Technology, Stuart School of Business) en een aantal onderzoekscentra.
Het IIT heeft tegenwoordig vijf campussen:
- Main Campus: de originele campus van het voormalige Armour Institute gelegen aan 3300 South Federal Street in Chicago's Bronzeville.
- Downtown Campus, aan 565 West Adams Street in Chicago.
- Institute of Design aan 350 North LaSalle Street in Chicago
- Daniel F. and Ada L. Rice Campus in Wheaton.
- Moffett Campus in Summit.